# 连耀廷
连耀廷（1930年—2008年），山西沁源人，中国人民解放军将领、中国人民解放军中将。
毕业于海军政治干部学校。1990年，接替张文华，担任东海舰队政治委员。1994年，由岳海岩接任。1991年，授中国人民解放军中将军衔。